# Kalisalak (Limpung)
Kalisalak is een bestuurslaag in het regentschap Batang van de provincie Midden-Java, Indonesië. Kalisalak telt 2531 inwoners (volkstelling 2010).